# Asbgarān
Asbgarān (persiska: اسبگران, Asb Gerān) är en ort i Iran.   Den ligger i provinsen Östazarbaijan, i den nordvästra delen av landet, 400 km nordväst om huvudstaden Teheran. Asbgarān ligger 1 674 meter över havet och antalet invånare är 339.
Terrängen runt Asbgarān är platt åt nordväst, men åt sydost är den kuperad.Runt Asbgarān är det ganska tätbefolkat, med 62 invånare per kvadratkilometer. Närmaste större samhälle är Sarāb, 8,6 km nordväst om Asbgarān. Trakten runt Asbgarān består till största delen av jordbruksmark.